# Cophixalus misimae
Cophixalus misimae är en groddjursart som beskrevs av Richards och Oliver 2007. Cophixalus misimae ingår i släktet Cophixalus och familjen Microhylidae. IUCN kategoriserar arten globalt som otillräckligt studerad. Inga underarter finns listade i Catalogue of Life.